# Вулиця Пилипа Орлика (Київ)
Ву́лиця Пили́па О́рлика — вулиця в Печерському районі міста Києва, місцевість Липки. Пролягає від Шовковичної вулиці до кінця забудови (фактично над Кловським узвозом).
Прилучаються вулиці Липська, Академіка Богомольця, провулки Виноградний і Костя Гордієнка.

## Історія
Вулиця відома з 1830-х років під назвою Гімназична — від 1-ї чоловічої гімназії, яка розташовувалася на цій вулиці у Кловському палаці. У 1840-ві роки не мала назву Виноградна (оскільки Виноградна це попередня назва сучасної вулиці акад. Богомольця). З 1869 року — Єлизаветинська (рос. Елисаветская), за ім'ям російської імператриці Єлизавети. З 1928 року — вулиця ім. Михайличенка, на честь Г. М. Михайличенка. З 1938 року — вулиця Чекістів, на честь київської Надзвичайної комісії, яка розміщувалася на цій вулиці у перші роки радянської влади (назву підтверджено 1944 року). Під час німецької окупації міста у 1942–1943 роках — Ґотенштрасе (нім. Goten Str., укр. Готська). Сучасна назва на честь гетьмана Пилипа Орлика — з 1993 року.

## Забудова
Вперше вулиця з'явилася на планах міста у 1787 році, як частина класицистичної прямокутної мережі кварталів у районі Липок. Проте реальне прокладання та забудова вулиці почали здійснюватися лише у 1830-х роках. Композиційним центром вулиці став Кловський палац (№ 8), зведений у середині XVIII століття у глибині ділянки в оточенні декоративного парку. У XIX — початку XX століття вулиця була забудована переважно особняками.
Будинок № 3 зведений у 1911 році у стилі неокласицизм, архітектором І. Бєляєвим на замовлення інженера та громадського діяча В. Я. Демченка. У декоруванні фасаду виділяються рельєфні каріатиди. Також з старовинної забудови залишилися прибуткові будинки № 4 (1908, ренесанс) та № 12, будинок міського початкового училища (нині — Липська вулиця, 18/5).
У 1930–1950 роках забудову вулиці доповнили житлові будинки: № 7 (ЖБК «Поліграфіст», 1930), № 14/7 — будинок працівників НКВС (1934–1935 роки, архітектор Г. Любченко), № 6 та 10 (обидва зведені у 1932 році). Цікавим взірцем конструктивізму є будинок № 13, споруджений у 1936 році архітектором Є. Кодніром.

### Особняк Ковалевського
Будинок споруджено у 1911–1913 роках архітектором П. Ф. Альошиним для поміщика Миколи Вікторовича Ковалевського. Головна особливість будинку — стилізація під романський стиль, через що особняк іноді називають «арабським будинком».
У 1918 році тут проживав державний діяч, підприємець, голова Всеросійського товариства цукрозаводчиків А. О. Бобринський. У 1944–1992 році в особняку розташовувалося Міністерство закордонних справ УРСР.

### Кловський палац
Зведений у 1756 році за проектом архітекторів Й.-Г. Шеделя та П. І. Неєлова, Кловський палац будувався для розміщення представників царської родини, які відвідували Київ, але за цим призначенням ніколи не використовувався. Спочатку в ньому розташовувалася типографія Києво-Печерської лаври, потім довгий час тут був військовий шпиталь, у 1811–1856 роках — Перша чоловіча гімназія, до 1917 року — жіноче духовне училище. Під час громадянської війни палац був зруйнований та у 1930 році відновлений. З 1982 року в ньому розташовувався Музей історії Києва, з 2003 року — Верховний суд України.

## Видатні особи, пов'язані з вулицею Пилипа Орлика
У Першій чоловічій гімназії (№ 8) викладали відомі вчені М. Ф. Берлинський та М. І. Костомаров, навчалися економіст та державний діяч М. Х. Бунге, художник М. М. Ге, історик та етнограф М. В. Закревський, історик літератури М. І. Стороженко та інші.
Житловий будинок № 4, зведений на ділянці, що на початку XIX ст. належала історику та педагогу М. Ф. Берлинському (будинок, в якому він мешкав, не зберігся). У прибутковому будинку проживала родина Бубнових, зокрема М. М. Бубнов, декан історико-філологічного факультету Київського університету. У будинку № 3 мешкав інженер В. Я. Демченко, відомий як голова «мостової» комісії Київської міської думи, завдяки діяльності якого у місті з'явилися перші в Російській імперії мозаїкові бруківки. У вересні 1913 року в його особняку зупинявся М. В. Родзянко, голова IV Державної думи.

## Установи
- Академія правових наук України (буд. № 3)
- Верховний Суд України (буд. № 8)
- Ліцей міжнародних відносин № 51 (буд. № 13)
- Музична школа № 28 (буд. № 13)
- Будинок фізкультури та спорту «Динамо» (буд. № 15)
- Центральна поліклініка МВС України (буд. № 18)

## Зображення

Анотаційна дошка на будинку № 1/15